# McRae's
McRae's was een regionale warenhuisketen in het middensegment, opgericht en gevestigd in Jackson, Mississippi. Het had vestigingen in Mississippi, Alabama, Louisiana en Florida.

## Geschiedenis
Samuel P. McRae richtte de winkel in Jackson, Mississippi in 1902 op als een winkel voor gebruiksgoederen. De eerste paar decennia daarna bleef het een familiebedrijf, terwijl het bleef groeien. De omzet steeg van slechts $ 1 miljoen in 1955 tot $ 10 miljoen in 1970. De eerste locatie buiten Mississippi werd in 1974 geopend in de University Mall (nu University Town Plaza) in Pensacola, Florida. In 1987 verwierf McRae's 13 winkels in Alabama van Pizitz. Met sterke punten in woninginrichting, herenkleding en cosmetica, werd de keten beschouwd als een van de meest succesvolle familiebedrijven in het land.
McRae's werd in 1994 overgenomen door het in Tennessee gevestigde Proffitt's in een transactie die The New York Times 'een geval van een kleine vis die een grotere inslikt' noemde. McRae's had 28 winkels met een gezamenlijke jaaromzet van $ 419 miljoen en Proffitt's had 25 winkels met een jaaromzet van slechts $ 201 miljoen. Na de verkoop behielden de winkels van McRae's hun naam en werden ze als een aparte dochteronderneming geëxploiteerd.
Proffitt's fuseerde in 1998 met Saks Holdings, eigenaar van Saks Fifth Avenue. Het gefuseerde bedrijf veranderde zijn naam in Saks Incorporated. Proffitt's en McRae's werden onderdeel van Saks Incorporated's Southern Department Store Group.
Foley's kocht een McRae's in Louisiana in het winkelcentrum The Mall at Cortana, gerund door Mike Herndon. Toen Saks zich wilde herpositioneren als een meer luxe winkelgerichte onderneming, werden zijn middenklasseketens doelwit voor verkoop. McRae's en Proffitt's behoorden tot de eersten die werden verkocht. Het in Charlotte gevestigde Belk, de grootste particuliere warenhuisketen van het land, kocht Proffitt's en McRae's in een deal die in juli 2005 werd gesloten.
Op 8 maart 2006 werden de meeste winkels van McRae's gedegradeerd tot Belk-winkels, met uitzondering van drie winkels. De vestigingen in Tuscaloosa en Gadsden, Alabama, werden door Saks behouden om omgebouwd te worden naar de formule Parisian, hoewel beide winkels uiteindelijk door de verkoop van de Parisian-keten ook aan Belk werden verkocht. Het warenhuis in het winkelcentrum Mall of Louisiana in Baton Rouge werd een vestiging van Dillard's.